# Le Pinceau à lèvres
Pour plus de détails, voir Fiche technique et Distribution.
Le Pinceau à lèvres est un film français de court métrage réalisé par Bruno Chiche, sorti en 1990 .

## Fiche technique
- Titre : Le Pinceau à lèvres
- Réalisation : Bruno Chiche
- Scénario : Bruno Chiche et Jean-François Goyet
- Photographie : Fabio Conversi
- Décors : Jean-Baptiste Poirot
- Costumes : Johanna Fatt et Claudie Pierlot
- Montage : Catherine Quesemand
- Son : Jean-Pierre Duret et Fabien Adelin (mixage)
- Production : BVF - Sandor
- Pays d'origine :  France
- Date de sortie : Mai 1990 (Festival de Cannes)

## Distribution
- Nathalie Baye : Elle
- Jacques Dutronc : Paul

## Sélection
- 1990 : Festival de Cannes (en compétition)[1]